# Peperomia ubate-susanensis
Peperomia ubate-susanensis là một loài thực vật có hoa trong họ Hồ tiêu. Loài này được Yunck. miêu tả khoa học đầu tiên năm 1950.